# 小林正生
小林 正生（こばやし まさお）は、日本の技術者。IHI技監や、日本機械学会副会長を務めた。

## 人物・経歴
長野県東御市出身。1977年東京工業大学大学院機械物理工学専攻修士課程修了、石川島播磨重工業入社。原子力開発室配属後、石川島播磨重工業技術研究所入所。同所機械要素研究部で、機械振動の研究に従事し、1993年には東京工業大学博士（工学）の学位を取得。2003年石川島播磨重工業基盤研究所部長。2005年石川島播磨重工業技術開発本部技師長。2007年IHI技術開発本部技監。2012年日本機械学会関東支部長。2015年日本機械学会副会長。回転体の動的挙動解析の研究業績などが評価され、2015年度日本機械学会関東支部賞（功績賞）受賞。